# Кочана
Кочана (рум. Coceana) — село у повіті Прахова в Румунії. Входить до складу комуни Ширна.
Село розташоване на відстані 44 км на північ від Бухареста, 15 км на південний захід від Плоєшті, 96 км на південь від Брашова.

## Населення
За даними перепису населення 2002 року у селі проживали 22 особи, усі — румуни. Усі жителі села рідною мовою назвали румунську.